# Dioclea
Genre
Synonymes
Selon GBIF (04 juin 2022)
- Crepidotropis Walp.
- Hymenospron Spreng.
- Lepidamphora Zoll. ex Miq.

Dioclea est un genre de plantes à fleurs dicotylédones de la famille des Fabaceae, sous-famille des Faboideae, et dont l"espèce-type est Dioclea sericea Kunth..

## Taxonomie
Le clade Dioclea qui comprenait initialement quatre genres et une soixantaine d'espèces (4 Cleobulia, 1 Cymbosema, 50 Dioclea, 1 Luzonia, 3-4 Macropsychanthus) été révisé en 2020.
Cleobulia et Cymbosema ont été conservés.
Dioclea et a été éclaté car polyphylétique :
- Dioclea paniculata se retrouve dans le clade de Galactie ;
- Dioclea subg. Dioclea est apparue comme frère d'un clade composé de Cleobulia et Cymbosema ;
- les espèces des sous-genres Dioclea subg. Pachylobium et Dioclea subg. Platylobium se retrouvent dans les genres Luzonia et Macropsychanthus.

En tenant compte de ces données, le genre Dioclea compte alors 46 espèces reconnues phyllogénétiquement,.

## Liste d'espèces
Selon GBIF (04 juin 2022) :
- Dioclea aberrans Pittier
- Dioclea albiflora R.S.Cowan
- Dioclea apurensis Kunth
- Dioclea apurensis Kunth ex Amshoff
- Dioclea arcuata Pittier
- Dioclea burkartii R.H.Maxwell
- Dioclea crassifolia Pittier
- Dioclea crenata R.H.Maxwell
- Dioclea cuspidata Killip
- Dioclea decandra Amshoff
- Dioclea fimbriata Huber
- Dioclea glychoides Hort.Belg. ex Pasq.
- Dioclea guianensis Benth.
- Dioclea holtiana Pittier
- Dioclea holtiana Pittier ex R.H.Maxwell
- Dioclea lasiophylla Mart. ex Benth.
- Dioclea lehmannii Diels
- Dioclea macrantha Huber
- Dioclea ornithoryncha Rusby
- Dioclea ovalis R.H.Maxwell
- Dioclea paniculata Killip ex R.H.Maxwell
- Dioclea pygmaea L.P.Queiroz
- Dioclea sericea Kunth
- Dioclea vallensis R.H.Maxwell
- Dioclea virgata (Rich.) Amshoff
  - Dioclea virgata var. crenata R.H.Maxwell
  - Dioclea virgata var. virgata (Rich.) Amshoff

Selon World Flora Online (WFO) (4 juin 2020) :
- Dioclea albiflora Cowan
- Dioclea apiculata R.H. Maxwell
- Dioclea apurensis Kunth
- Dioclea aurea R.H.Maxwell
- Dioclea bicolor Benth.
- Dioclea burkartii R.H.Maxwell
- Dioclea cassinoides Desf.
- Dioclea comosa (G. Mey.) Kuntze
- Dioclea coriacea Benth.
- Dioclea decandra Amshoff
- Dioclea densiflora Huber
- Dioclea dichrona (J.F.Macbr.) J.F.Macbr.
- Dioclea dictyoneura Diels
- Dioclea edulis Kuhlm.
- Dioclea erecta Hoehne
- Dioclea ferruginea Ducke
- Dioclea fimbriata Huber
- Dioclea flexuosa Ducke
- Dioclea funalis Poepp.
- Dioclea glabra Benth.
- Dioclea grandiflora Benth.
- Dioclea grandistipula L.P. Queiroz
- Dioclea guianensis Benth.
- Dioclea hexandra (Ralph) Mabb.
- Dioclea holtiana R.H.Maxwell
- Dioclea huberi Ducke
- Dioclea javanica Benth.
- Dioclea lasiophylla Mart. ex Benth.
- Dioclea latifolia Benth.
- Dioclea lehmannii Diels
- Dioclea leiantha (Benth.) J.F.Macbr.
- Dioclea macrantha Huber
- Dioclea macrocarpa Huber
- Dioclea malacocarpa Ducke
- Dioclea marginata Benth.
- Dioclea megacarpa Rolfe
- Dioclea mollicoma Ducke
- Dioclea mollis DC.
- Dioclea multiflora (Torr. & A. Gray) C. Mohr
- Dioclea odorata Montrouz.
- Dioclea ornithoryncha Rusby
- Dioclea paniculata R.H.Maxwell
- Dioclea pulchra Moldenke
- Dioclea reflexa Hook.f.
- Dioclea rigida Cowan
- Dioclea rostrata Benth.
- Dioclea ruddiae R.H.Maxwell
- Dioclea rufescens Benth.
- Dioclea scabra (Rich.) R.H. Maxwell
- Dioclea schimpffii Diels
- Dioclea schottii Benth.
- Dioclea sclerocarpa Ducke
- Dioclea sericea Kunth
- Dioclea steyermarkii R.H. Maxwell
- Dioclea ucayalina Harms
- Dioclea umbrina Elmer
- Dioclea violacea Benth.
- Dioclea virgata (Rich.) Amshoff
- Dioclea wilsonii Standl.

Selon The Plant List (7 novembre 2018) :
- Dioclea albiflora Cowan
- Dioclea apiculata R.H. Maxwell
- Dioclea apurensis Kunth
- Dioclea aurea R.H.Maxwell
- Dioclea bicolor Benth.
- Dioclea burkartii R.H.Maxwell
- Dioclea cassinoides Desf.
- Dioclea comosa (G. Mey.) Kuntze
- Dioclea coriacea Benth.
- Dioclea decandra Amshoff
- Dioclea densiflora Huber
- Dioclea dichrona (J.F.Macbr.) J.F.Macbr.
- Dioclea dictyoneura Diels
- Dioclea edulis Kuhlm.
- Dioclea erecta Hoehne
- Dioclea ferruginea Ducke
- Dioclea fimbriata Huber
- Dioclea flexuosa Ducke
- Dioclea funalis Poepp.
- Dioclea glabra Benth.
- Dioclea grandiflora Benth.
- Dioclea grandistipula L.P. Queiroz
- Dioclea guianensis Benth.
- Dioclea hexandra (Ralph) Mabb.
- Dioclea holtiana R.H.Maxwell
- Dioclea huberi Ducke
- Dioclea javanica Benth.
- Dioclea lasiophylla Mart. ex Benth.
- Dioclea latifolia Benth.
- Dioclea lehmannii Diels
- Dioclea leiantha (Benth.) J.F.Macbr.
- Dioclea macrantha Huber
- Dioclea macrocarpa Huber
- Dioclea malacocarpa Ducke
- Dioclea marginata Benth.
- Dioclea megacarpa Rolfe
- Dioclea mollicoma Ducke
- Dioclea mollis DC.
- Dioclea multiflora (Torr. & A. Gray) C. Mohr
- Dioclea odorata Montrouz.
- Dioclea ornithoryncha Rusby
- Dioclea paniculata R.H.Maxwell
- Dioclea pulchra Moldenke
- Dioclea reflexa Hook.f.
- Dioclea rigida Cowan
- Dioclea rostrata Benth.
- Dioclea ruddiae R.H.Maxwell
- Dioclea rufescens Benth.
- Dioclea scabra (Rich.) R.H. Maxwell
- Dioclea schimpffii Diels
- Dioclea schottii Benth.
- Dioclea sclerocarpa Ducke
- Dioclea sericea Kunth
- Dioclea steyermarkii R.H. Maxwell
- Dioclea ucayalina Harms
- Dioclea umbrina Elmer
- Dioclea violacea Benth.
- Dioclea virgata (Rich.) Amshoff
- Dioclea wilsonii Standl.